# Сент-Этьен-де-Баигорри
Сент-Этье́н-де-Баигорри́ (фр. Saint-Étienne-de-Baïgorry) — коммуна во Франции, находится в регионе Аквитания. Департамент — Атлантические Пиренеи. Административный центр кантона Монтань-Баск. Округ коммуны — Байонна.
Код INSEE коммуны — 64477.

## География

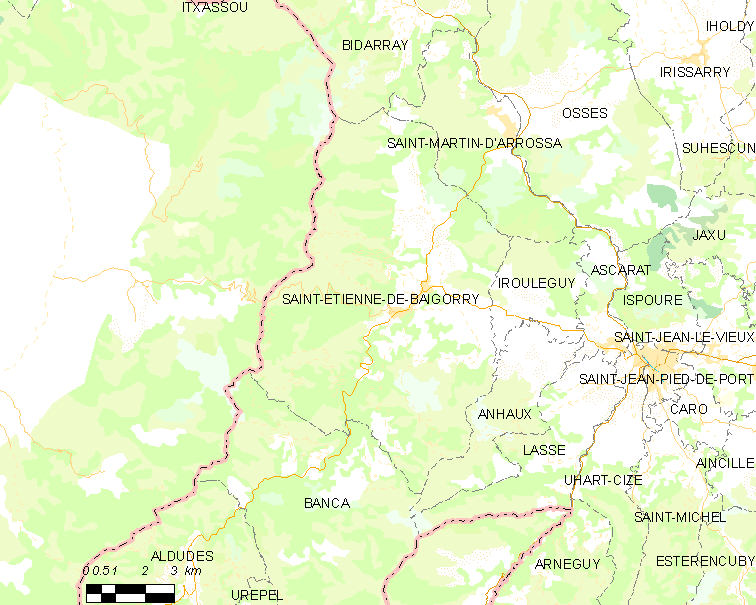
Карта коммуны

Коммуна расположена приблизительно в 700 км к юго-западу от Парижа, в 195 км южнее Бордо, в 85 км к западу от По.
По территории коммуны протекает река Нив-дез-Альдюд.

### Климат
Климат тёплый океанический. Зима мягкая, средняя температура января — от +5°С до +13°С, температуры ниже −10 °C бывают редко. Снег выпадает около 15 дней в году с ноября по апрель. Максимальная температура летом порядка 20-30 °C, выше 35 °C бывает очень редко. Количество осадков высокое, порядка 1100 мм в год. Характерна безветренная погода, сильные ветры очень редки.

## Население
Население коммуны на 2010 год составляло 1601 человек.
| 1962 | 1968 | 1975 | 1982 | 1990 | 1999 | 2010 |
| ---- | ---- | ---- | ---- | ---- | ---- | ---- |
| 2181 | 2022 | 1783 | 1691 | 1565 | 1526 | 1601 |

## Администрация
| Период | Период | Фамилия            | Партия                    | Примечания                   |
| ------ | ------ | ------------------ | ------------------------- | ---------------------------- |
| 1995   | 2001   | Марсель Монлон     |                           | генеральный советник кантона |
| 2001   | 2014   | Жан-Батист Ламбер  | Союз за народное движение | генеральный советник кантона |
| 2014   | 2020   | Жан-Мишель Коскара |                           |                              |

## Экономика
В 2010 году среди 950 человек трудоспособного возраста (15-64 лет) 681 были экономически активными, 269 — неактивными (показатель активности — 71,7 %, в 1999 году было 71,3 %). Из 681 активных жителей работали 652 человека (371 мужчина и 281 женщина), безработных было 29 (10 мужчин и 19 женщин). Среди 269 неактивных 85 человек были учениками или студентами, 126 — пенсионерами, 58 были неактивными по другим причинам.

## Достопримечательности
- Замок Эчо (XVI век). Исторический памятник с 1989 года[4]
- Церковь Св. Стефана (XII век)[5]
- Часовня Нотр-Дам (XVIII век)[6]
- Часовня Св. Лаврентия (XIV век)[7]
- Кузница (XVII век). Исторический памятник с 1996 года[8]
- Протоисторические оборонительные укрепления. Исторический памятник с 1984 года[9]
- Протоисторическая стоянка. Исторический памятник с 1980 года[10]

## Фотогалерея

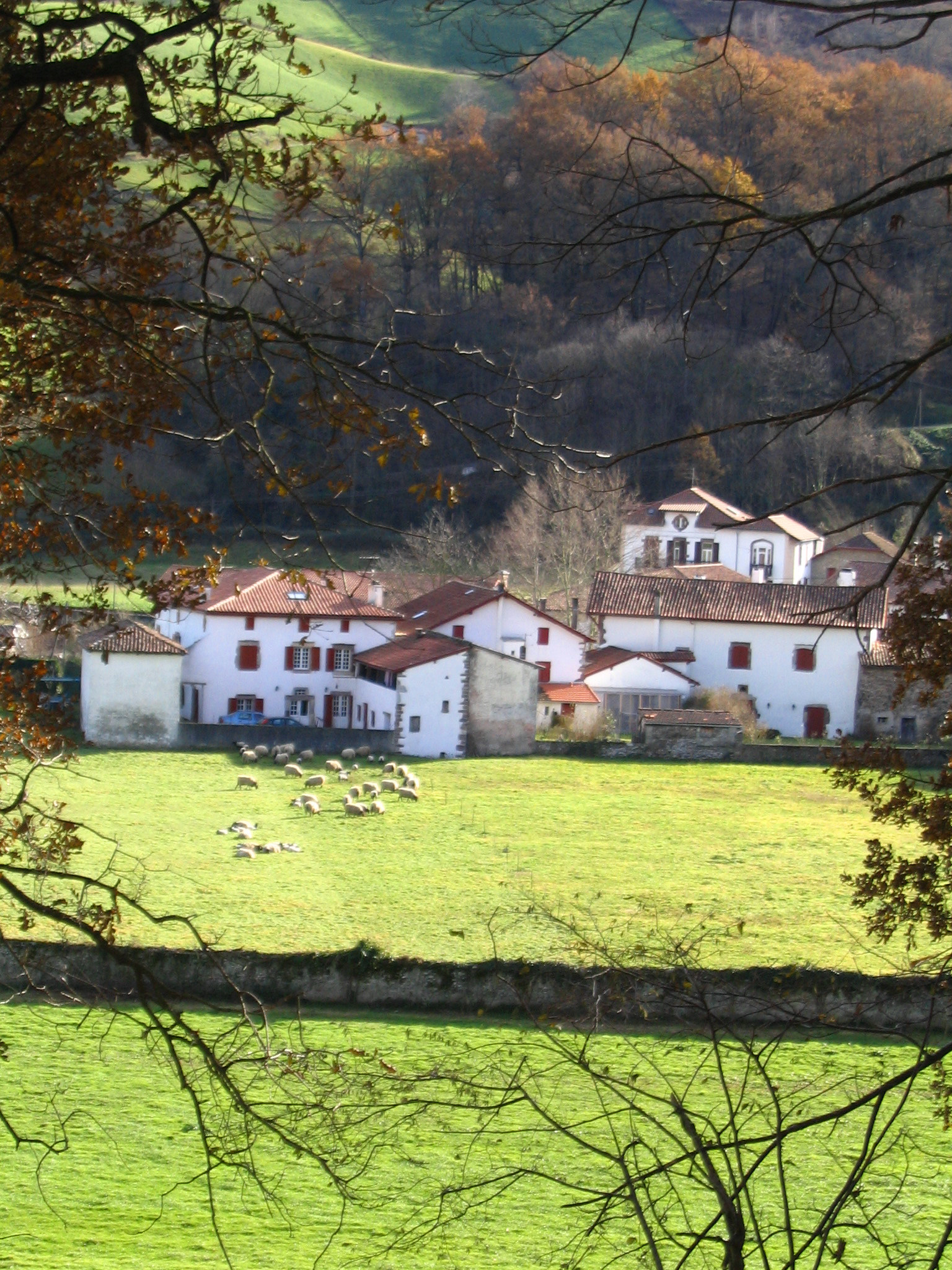
Сент-Этьен-де-Баигорри
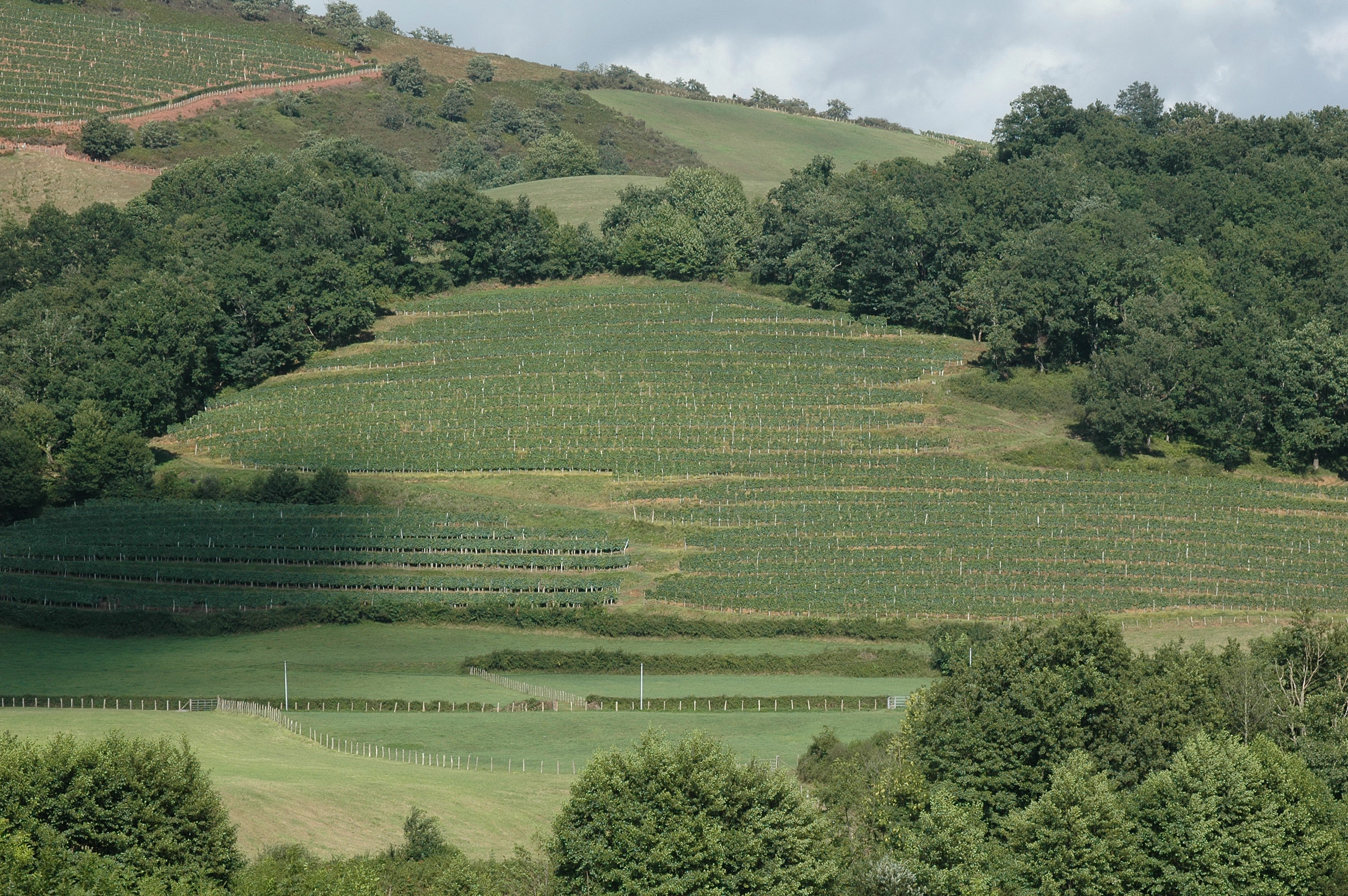
Виноградники
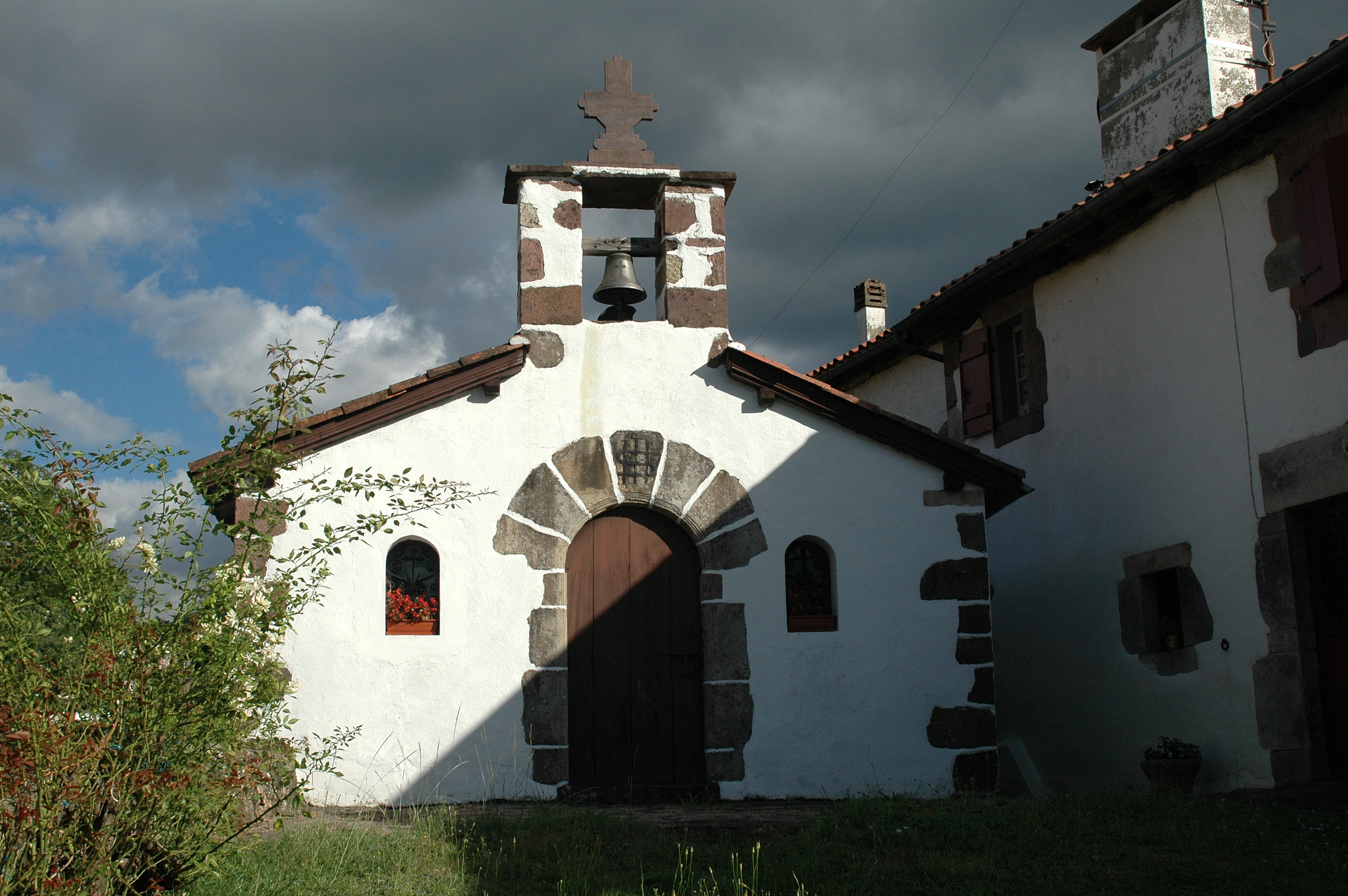
Часовня Св. Лаврентия
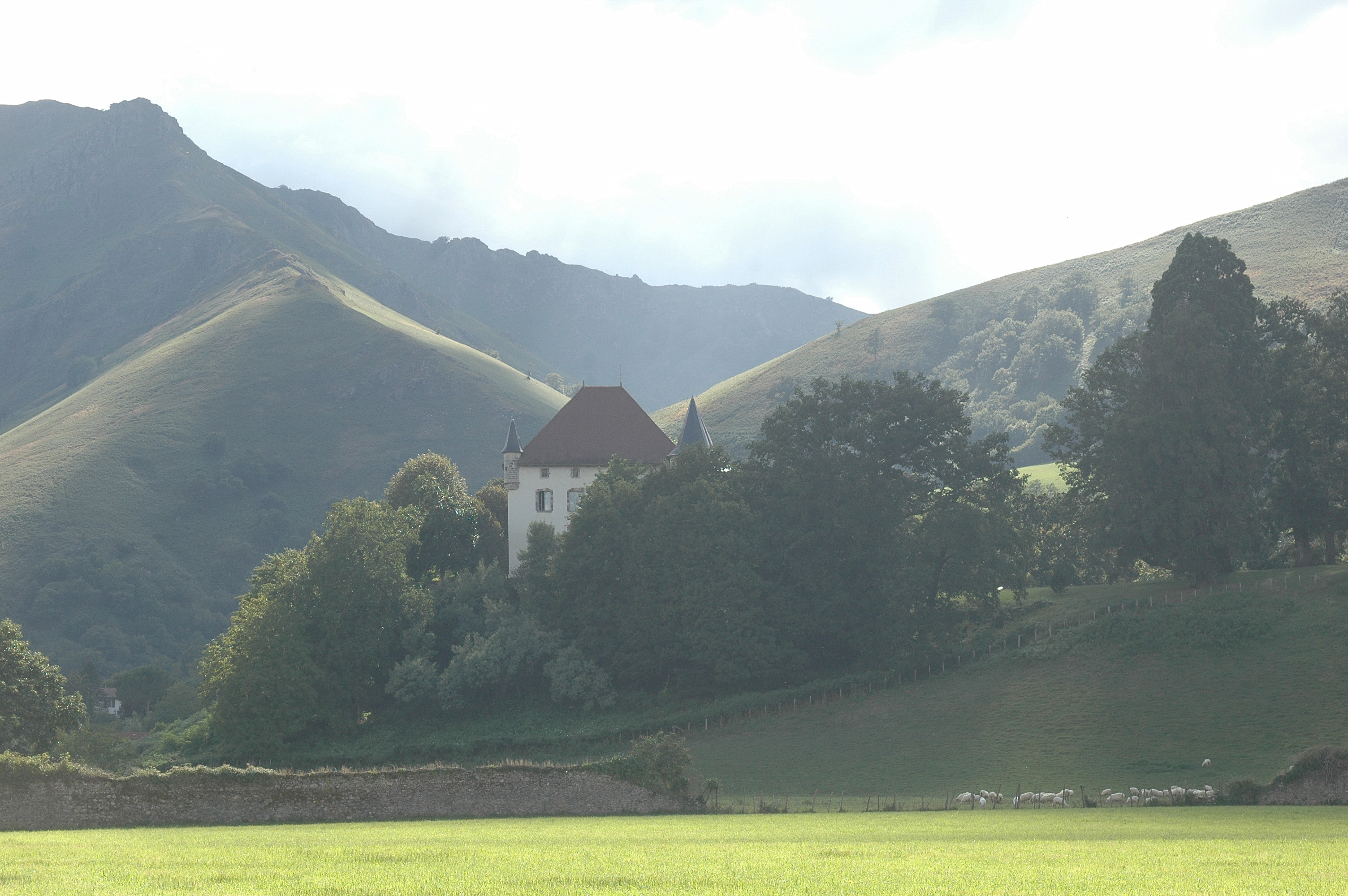
Замок Эчо
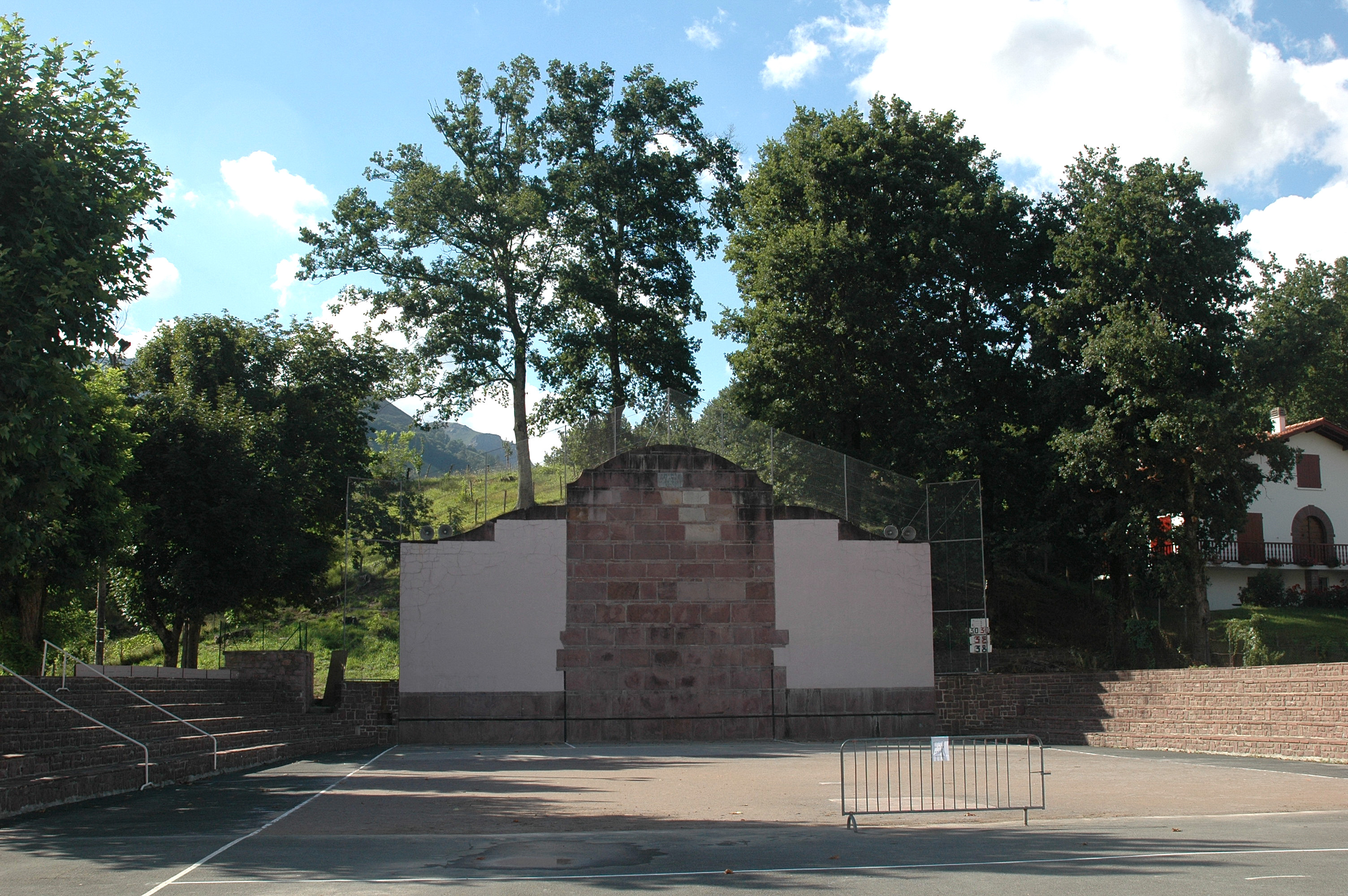
Фронтон (площадка для игры в пелоту)
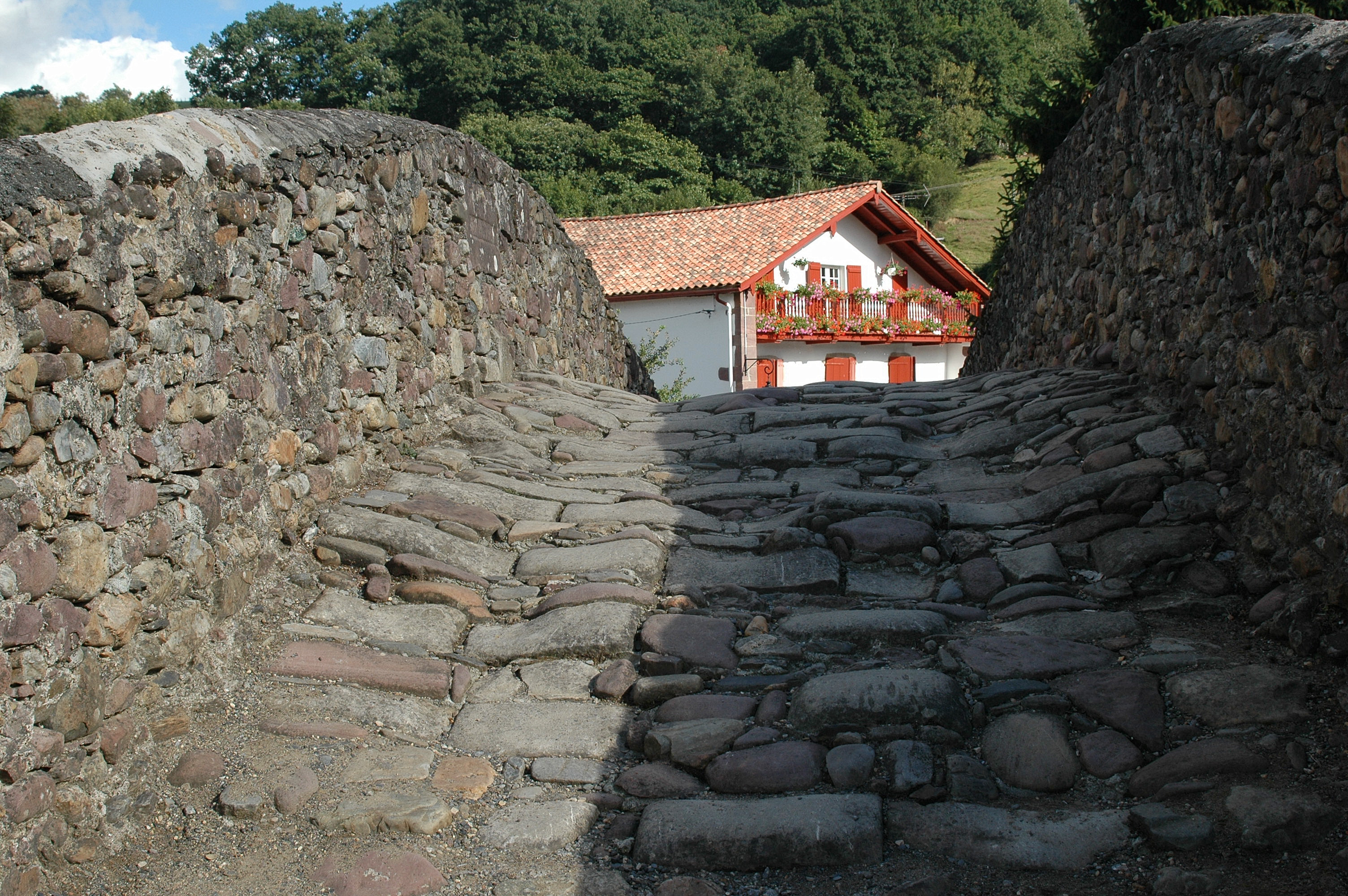
Романский мост через реку Нив-дез-Альдюд
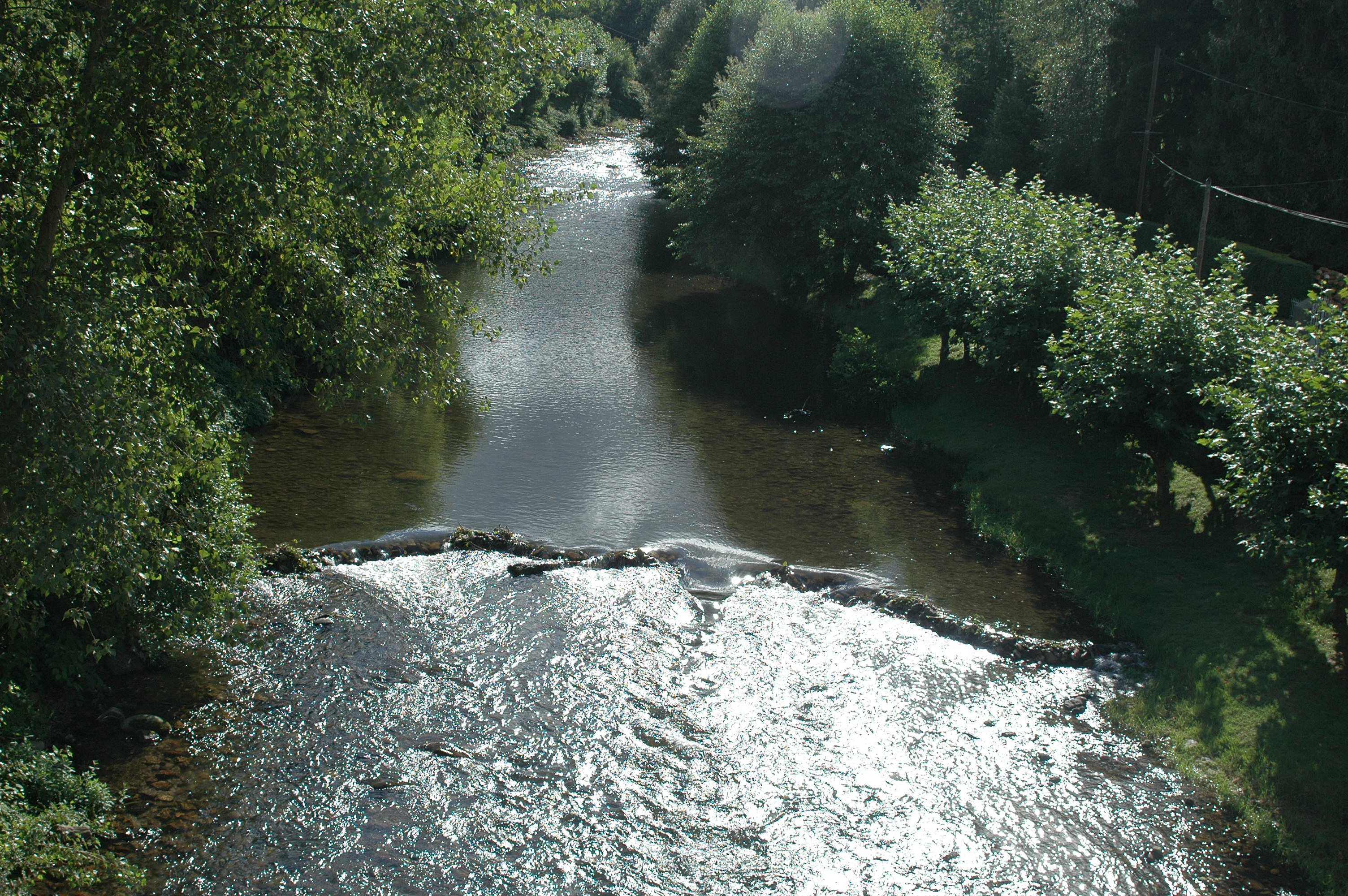
Река Нив-дез-Альдюд
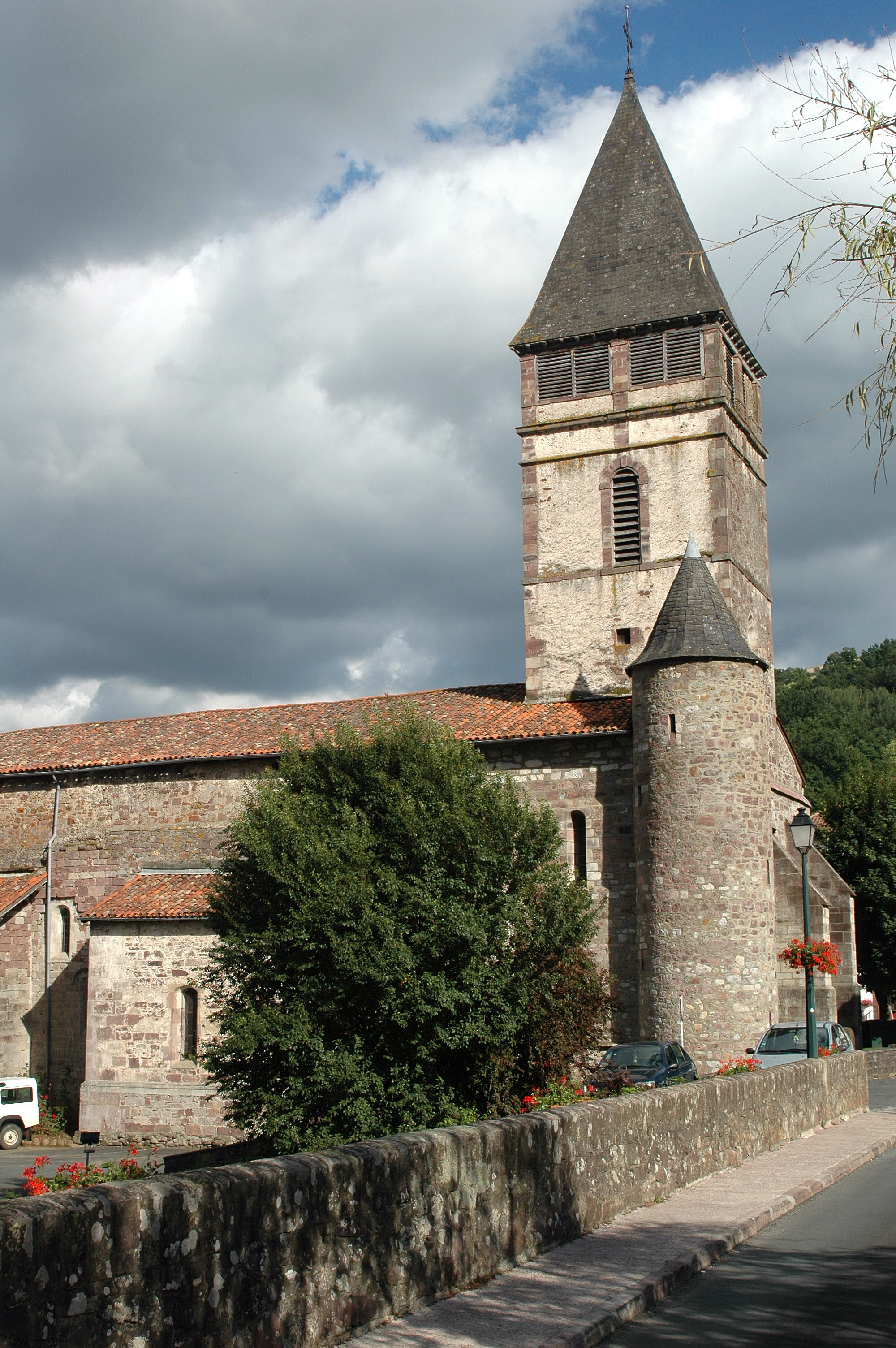
Церковь Св. Стефана